# Christoph Korn
Christoph Korn (* 1965 in Frankfurt am Main) ist ein deutscher Audio- und Medienkünstler. Er lebt in Düsseldorf.

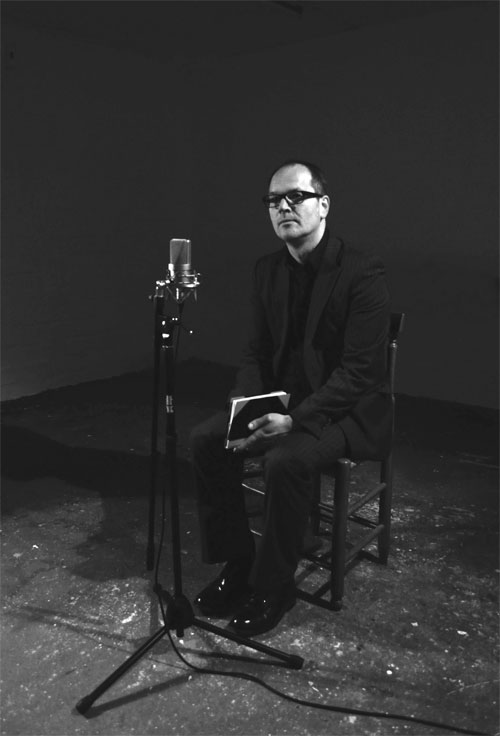
„Ich spreche diesen Text“, Produktion: Hessischer Rundfunk 2009. Foto von: Jost Wischnewski

Nach dem Abitur studierte Christoph Korn Philosophie, Politik und Erziehungswissenschaften an der Johann Wolfgang Goethe-Universität Frankfurt am Main. Hier setzte er sich u. a. mit den Schriften der Frankfurter Schule und der Bildungstheorie Heinz-Joachim Heydorns auseinander. Die Verbindung von kritischer Theorie und ästhetischer Erfahrung bildet bis heute einen wesentlichen Bezugspunkt seines Denkens und Arbeitens.
Kritiker und Kunstschaffende haben vor allem Korns radikale Auseinandersetzung mit der Vergänglichkeit von Klang und Zeit hervorgehoben. Korns Solo-Werke werden häufig als exemplarisch für eine Kunstpraxis angesehen, die Klang nicht nur als akustisches Phänomen, sondern als Medium für tiefere kulturelle und philosophische Reflexionen versteht.

## Ensembles
1993 gründete Korn zusammen mit dem Musiker Alfred Harth das Frankfurter „Forum Improvisierender Musiker“. Das Forum war ein Zusammenschluss von Musikerinnen und Musikern der Region und diente der internationalen Vernetzung. Harth und Korn spielten in den folgenden Jahren in verschiedenen Besetzungen zusammen, u. a. mit den Musikern Marcel Daemgen und Günther Bozem. Es folgten zahlreiche Konzerte in Deutschland und dem europäischen Ausland, darunter auf Einladung des Goethe-Instituts. 1998 gründete Korn zusammen mit Oliver Augst, Michaela Ehinger und Daemgen die Gruppe textXTND, ein Autoren- und Aufführungskollektiv mit wechselnden Gastkünstlern. Es entstanden Theater- und Musikwerke über Karl Marx, Sigmund Freud, Robert Schumann, das deutschsprachige Volkslied und Hanns Eisler. Aus dem Künstlerkollektiv entwickelte sich die Band „arbeit“, die an der Schnittstelle von Pop und akustischer Kunst Neubearbeitungen zum deutschsprachigen Lied vorlegte. Vor allem im Auftrag des Deutschlandfunks entstanden zahlreiche Aufnahmen, darunter zu Bertolt Brecht und Hanns Eisler, zum Arbeiterlied und zum deutschsprachigen Volkslied.
1999 gründete Korn mit Rüdiger Carl und Oliver Augst das Trio „blank“. Es folgten Konzerte im In- und Ausland (2001 Köln, 2003 Strasbourg, 2004 Bern, London, Wien, 2005 Düsseldorf, 2006 Porto, 2007 Madrid, 2007 Frankfurt, 2009 Bologna) und insgesamt fünf Veröffentlichungen auf CD/LP/DVD. Die Cover-Gestaltung übernahmen die Künstler Albert Oehlen, Günther Förg und Tobias Rehberger.
Anlässlich der Verleihung des Wolfgang-Hahn-Preises an den amerikanischen Künstler Raymond Pettibon und auf Einladung des Kurators Kaspar König trat „blank“ 2001 in der Philharmonie Köln gemeinsam mit Pettibon auf. Unter dem Namen „blank meets Pettibon“ folgten zahlreiche Konzerte, von denen einige Mitschnitte auf LP und CD veröffentlicht wurden. Die Covergestaltung übernahm Raymond Pettibon jeweils selbst.
Bis 2010 spielte Korn außerdem mit Musikerinnen und Musikern aus dem Bereich der improvisierten Musik zusammen, u. a. mit Ulrich Böttcher, Burkard Kunkel, Dirk Marwedel, Ulrich Phillipp, Wolfgang Schliemann, Marianne Schuppe, Wolfgang Stryi, Hans Tammen, Michael Vorfeld, Georg Wolf und Joachim Zoepf.

## Solo-Werke
Anfang der 2000er Jahre entstanden erste Solo-Projekte. So etwa die vom Hessischen Rundfunk in Auftrag gegebenen intermedialen Hörspielarbeiten „Hyperghetto“ (2002) und „Sorge und Kapitalismus“ (2005), die bei den Medienkunstfestivals „File Hipersonica“ Sao Paulo (2003), „Transmediale“ Berlin (2005) und „Parkhaus“ Düsseldorf (2006) auch als raumbezogene Installationen realisiert wurden.
In den darauffolgenden Jahren wurden die künstlerischen Entwürfe zunehmend konzeptioneller. Meistens sind es leise, zur Stille sich neigende, immer auf Klang bzw. Nicht-Klang basierende Werke zu Themen der deutschen Geschichte, zu den Begriffen Erinnerung und Gedächtnis. Seit 2004 basieren Korns Arbeiten dabei häufig auf Techniken des Verbergens oder Maskierens. So etwa bei „Sprache der Disziplin“, bei der verschriftlichte Zeitzeugeninterviews mit weißen Flächen überschrieben bzw. maskiert wurden.
Korn verwendet dabei zunehmend Techniken des Löschens. Klang wird so nicht in die Zeit gesetzt, sondern über Löschprozesse aus ihr herausgelöst und in Stille überführt. So etwa bei der Klanginstallation „Waldstueck“ (2008). Mit „Waldstueck“ – basierend auf einer 24-stündigen O-Tonaufnahme eines Waldstücks in der Nähe des Konzentrationslagers Dachau – beginnt außerdem eine künstlerische Auseinandersetzung mit der Shoa, aus der weitere große Arbeiten hervorgehen: der 12-stündige Film „Gesicht“ (2011–2013), die Hörspiel- und Filmarbeit „Eingedenken“ (2014), die Klangkomposition „Gang nach Buchenwald“ (2020) und die intermediale Arbeit „Hiobs Verstummen“ (2021). Korn arbeitete dafür häufiger mit dem Dramaturgen Manfred Hess (SWR) zusammen, mit Claas Morgenroth, Marcus Gammel (DLF) und Christoph Buggert (Hessischer Rundfunk). Korns intermedialer Ansatz führte dazu, dass seine Arbeiten auch im Grenzbereich von Klang und bildender Kunst wahrgenommen und ausgestellt wurden, etwa im Hartware Medienkunstverein Dortmund 2012, im ZKM Karlsruhe 2013, im Museum Tinguely Basel und im Haus der Kulturen der Welt, Berlin 2018.
Seit 2004 entwickelt Christoph Korn zusammen mit dem Klangkünstler Lasse-Marc Riek das Projekt „series invisible“. „series invisible“ ist eine biografische Arbeit und an die physische Lebenszeit der beiden Autoren gebunden. Wesentlich realisiert sich „series invisible“ als Schrift und in Form sogenannter Löschnotate. Diese Notate erinnerten – so der Kunsthistoriker Georg Imdahl – „an Orte, Personen, Ereignisse, nicht minder an die Selbstausleerung der Welt, an ausgelöschtes Leben, die Vergessenheit, die, partiell und paradigmatisch, ihrer selbst entrissen wird, an den Vorgang des Aufzeichnens und Löschens, an die Erinnerung selbst.“
Für den japanischen Konzeptkünstler On Kawara übernimmt Christoph Korn (mit Oliver Augst) 2002 die Regie bei der Produktion „One Million Years“ des Hessischen Rundfunks (bestehend aus 32 CDs) und setzt die gleichnamige Arbeit als Live-Installation auf der „documenta 11“ im Kasseler Fridericianum um.
Christoph Korn lebt mit seiner Lebenspartnerin, der Bildhauerin Anne Wissmann, in Düsseldorf und in der Eifel.

## Lehre
Von 1995 bis 2013 leitete Christoph Korn das Fach „Künstlerische Improvisation“ im Masterstudiengang Musiktherapie an der Fachhochschule Frankfurt am Main. Lehraufträge für akustische Kunst an der Kunstakademie Münster, der Robert Schumann Hochschule Düsseldorf (Institut für Musik und Medien), der Fachhochschule Köln (Fakultät für angewandte Sozialwissenschaften) und der Fachhochschule Frankfurt am Main (Kultur und Medien) folgten.

## Auszeichnungen und Stipendien (Auswahl)
Christoph Korn hat zahlreiche internationale Auszeichnungen und Stipendien erhalten. 2004 das „Barkenhoff Stipendium“, 2008 den „Phonurgia Nova Award“ (Distinction), 2009 den „Prix Ars Electronica“, „Honorary Mention (Digital Music)“, 2011 ein Stipendium des Bundes Deutsches Studienzentrum Venedig, 2014 das Jahresarbeitsstipendium der Stiftung Kunstfonds, Bonn, 2016 ein Arbeitsstipendium Israel der Stadt Düsseldorf, 2020 den „City Artist Award NRW“, 2022 den „Prix Marulic“.